# Atletismo nos Jogos Pan-Americanos de 1983 - Salto em altura feminino
A prova do salto em altura feminino nos Jogos Pan-Americanos de 1983 foi realizada em Havana, Cuba.

## Medalhistas
| Ouro                             | Prata                 | Bronze                          |
| Coleen Sommer USA Estados Unidos | Silvia Costa CUB Cuba | Joni Huntley USA Estados Unidos |

## Resultados
| Posição           | Nome              | Nacionalidade      | Marca | Notas |
| ----------------- | ----------------- | ------------------ | ----- | ----- |
| Medalha de ouro   | Coleen Sommer     | USA Estados Unidos | 1.91  |       |
| Medalha de prata  | Silvia Costa      | CUB Cuba           | 1.88  |       |
| Medalha de bronze | Joni Huntley      | USA Estados Unidos | 1.82  |       |
| 4                 | Orlane dos Santos | BRA Brasil         | 1.76  |       |